# Pearsonia grandifolia
Pearsonia grandifolia är en ärtväxtart som först beskrevs av Harry Bolus, och fick sitt nu gällande namn av Roger Marcus Polhill. Pearsonia grandifolia ingår i släktet Pearsonia och familjen ärtväxter.

## Underarter
Arten delas in i följande underarter:
- P. g. grandifolia
- P. g. latibracteolata